# Estado de Jammu y Cachemira
Jammu y Cachemira (en cachemir: جۄم تہٕ کٔشِیر y en urdu: جموں و کشمیر‎) y menos frecuentemente Yamú y Cachemira fue entre 1954 y 2019 uno de los veintinueve estados que, junto con los siete territorios de la Unión, formó la República de la India. La capital de verano fue Srinagar mientras que la de invierno era Jammu. 
Está ubicado en el extremo norte del país, limitando al norte y este con China, al sur con Himachal Pradesh y Punyab, y al oeste con Pakistán. Con 222 236 km² es el quinto estado más extenso —por detrás de Rajastán, Madhya Pradesh, Maharastra y Uttar Pradesh— y con 56 hab/km², el tercero menos densamente poblado, por delante de Mizoram y Arunachal Pradesh, el menos densamente poblado. 
El estado estaba compuesto por tres divisiones: Jammu, el Valle de Cachemira y Ladakh. Jammu y Cachemira es uno de los estados históricos de la India, antiguamente conocido como "el paraíso en la tierra" por sus hermosos paisajes montañosos. En 2005 la zona sufrió continuos ataques por parte de grupos terroristas ya que este estado pertenece a la región de Cachemira, en disputa entre India y Pakistán.
La zona de Cachemira en disputa consiste en cinco áreas principales: Jammu y Cachemira, Cachemira Azad, Aksai Chin, las zonas norte y la zona del glaciar Siachen. El gobierno de la India reclama todas las zonas como parte de su país, incluyendo las zonas bajo control pakistaní a las que llaman la "Cachemira ocupada por Pakistán". También reclaman la zona de Aksai Chin, actualmente bajo control chino. Sin embargo, Pakistán no admite que la región sea parte de la India y llama al estado de Jammu y Cachemira la "Cachemira ocupada".
El gobierno de la India prohibió todas las publicaciones que describían la zona como un territorio en disputa en lugar de presentarlo como una parte integrante de la India. Esto ha provocado que, por ejemplo, se haya prohibido la importación de ejemplares de la Enciclopedia Británica.
Después de que el Gobierno de la India derogara el estatuto especial concedido a Jammu y Cachemira en virtud del artículo 370 de la Constitución india en 2019, el Parlamento de la India aprobó la Ley de reorganización de Jammu y Cachemira, que contenía disposiciones que disolvían el Estado y lo reorganizaban en dos territorios de la Unión: Jammu y Cachemira en el oeste y Ladakh en el este, con efecto a partir del 31 de octubre de 2019. En el momento de su disolución, Jammu y Cachemira constituían el único Estado de la India con población de mayoría musulmana.

## Organización territorial
El estado se subdivide en 22 distritos.
| Código | Distrito              | Capital   |
| AN     | Distrito de Anantnag  | Anantnag  |
| BD     | Distrito de Badgam    | Badgam    |
| BPR    | Distrito de Bandipore | Bandipore |
| BR     | Distrito de Baramulla | Baramulla |
| DO     | Distrito de Doda      | Doda      |
| GA     | Distrito de Ganderbal | Ganderbal |
| JA     | Distrito de Jammu     | Jammu     |
| KR     | Distrito de Kargil    | Kargil    |
| KT     | Distrito de Kathua    | Kathua    |
| KW     | Distrito de Kishtwar  | Kishtwar  |
| KU     | Distrito de Kulgam    | Kulgam    |
| KU     | Distrito de Kupwara   | Kupwara   |
| LE     | Distrito de Leh       | Leh       |
| PO     | Distrito de Punch     | Punch     |
| PU     | Distrito de Pulwama   | Pulwama   |
| RA     | Distrito de Rajouri   | Rajouri   |
| RB     | Distrito de Ramban    | Ramban    |
| RE     | Distrito de Reasi     | Reasi     |
| SH     | Distrito de Shupiyan  | Shupiyan  |
| SR     | Distrito de Srinagar  | Srinagar  |
| SA     | Samba                 | Samba     |
| UD     | Udhampur              | Udhampur  |

## El conflicto de Cachemira

Jammu y Cachemira otras zonas en disputa en Cachemira.

Hasta 1947, Jammu y Cachemira era un principado con una mayoría musulmana pero gobernada por un majarás (rey) hindú. En 1947, cuando el subcontinente indio alcanzó la independencia de Gran Bretaña, el majarás no supo decidir si se unía a la India o a Pakistán. Justo después de la independencia, tribus del noroeste de Pakistán invadieron la zona. Sin fuerzas para defenderse y viendo las violaciones de los derechos humanos que se estaban produciendo, el majarás pidió ayuda al gobierno de la India y decidió unirse al gobierno de Nueva Delhi. 

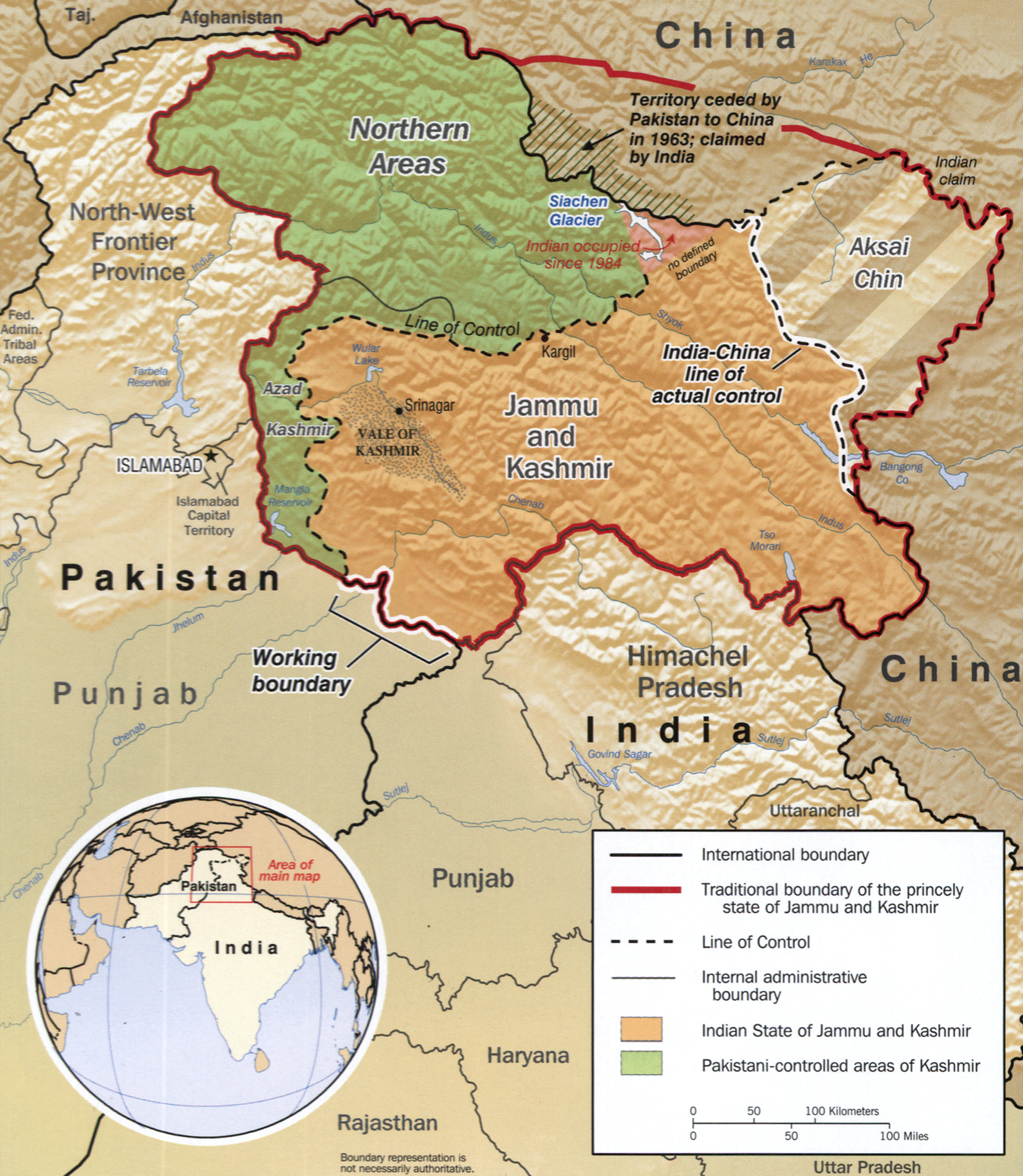
La zona en conflicto. En naranja, aparece el estado de Jammu y Cachemira.

En enero de 1948, tropa indias llegaron a la zona y reclamaron el territorio como parte de la Unión India. Pakistán invadió inmediatamente Cachemira. Tras meses de intensos combates, ambas naciones acordaron un alto el fuego y dividir la región en dos: la zona india de Jammu y Cachemira y la zona pakistaní. En 1961, China invadió la India y ocupó el noroeste de la región del condado de Aksai Chin. India sigue reclamando esta zona como parte integrante de su país.
India y Pakistán se han enfrentado en tres guerras distintas por la región de Cachemira: en 1947 - 1949, en 1965 y en 1971. Los dos países se enfrentaron de nuevo en 1999. La región sigue siendo una de las más militarizadas del mundo. La situación, de hecho, es que Pakistán gobierna la mitad de la zona, China una pequeña parte, y la India la otra mitad.

## Religión
Mientras que Jammu es una zona de mayoría hinduista, el valle de Cachemira es de mayoría musulmana y Ladakh tiene una población mayoritariamente budista. La compleja demografía de la zona ha sido una de las principales causas del conflicto que afecta a la zona de Cachemira.
| Grupos religiosos en el Valle de Cachemira | Grupos religiosos en el Valle de Cachemira |
| ------------------------------------------ | ------------------------------------------ |
| Islam                                      | 95%                                        |
| Hindúes                                    | 4%                                         |
| Grupos religiosos en Jammu                 |                                            |
| Islam                                      | 28%                                        |
| Hindúes                                    | 66%                                        |
| Sikhs                                      | 4%                                         |
| Grupos religiosos en Ladakh                |                                            |
| Musulmanes                                 | 44%                                        |
| Budistas                                   | 50%                                        |
| Hindúes                                    | 5%                                         |

## Galería

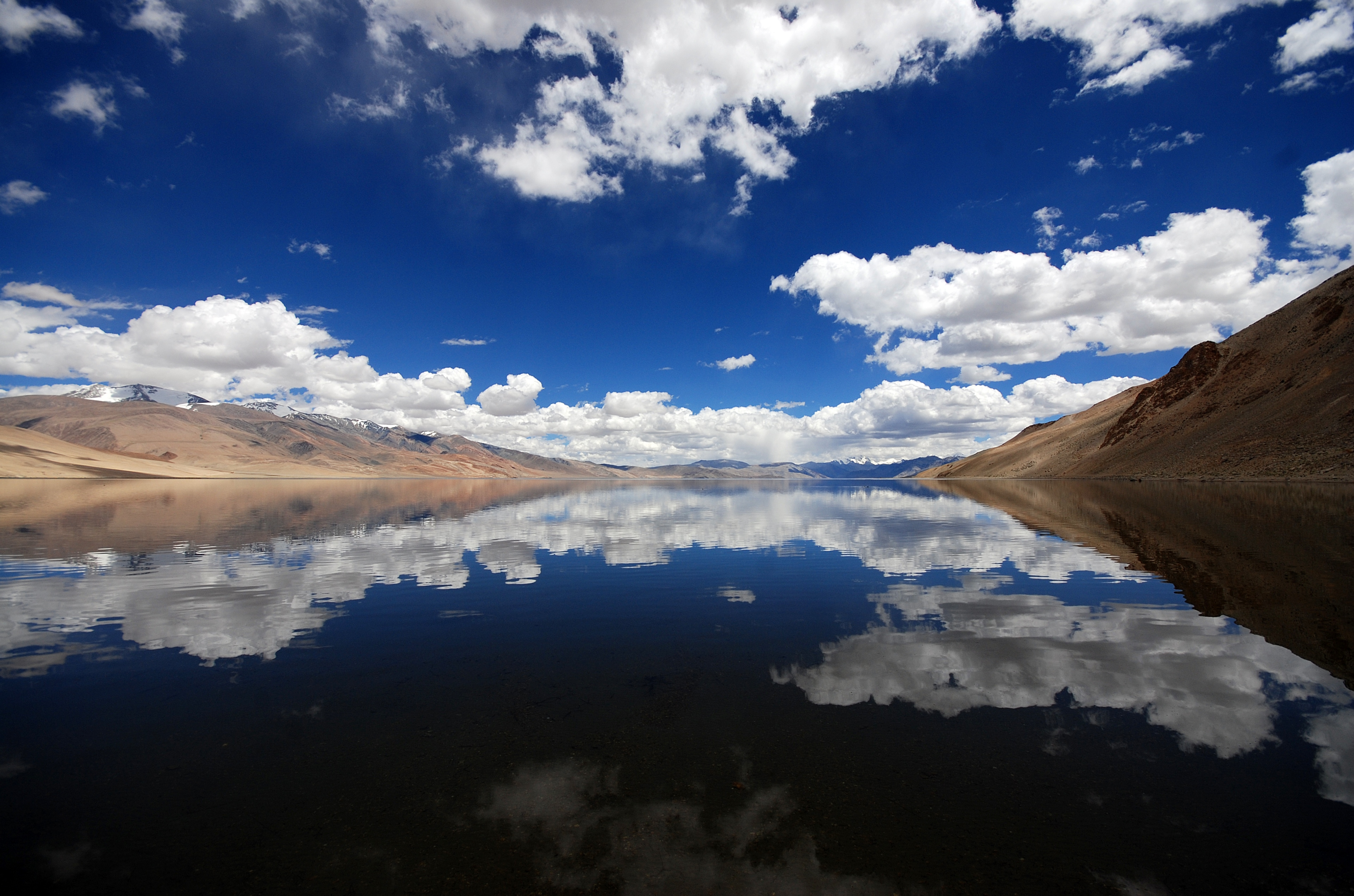
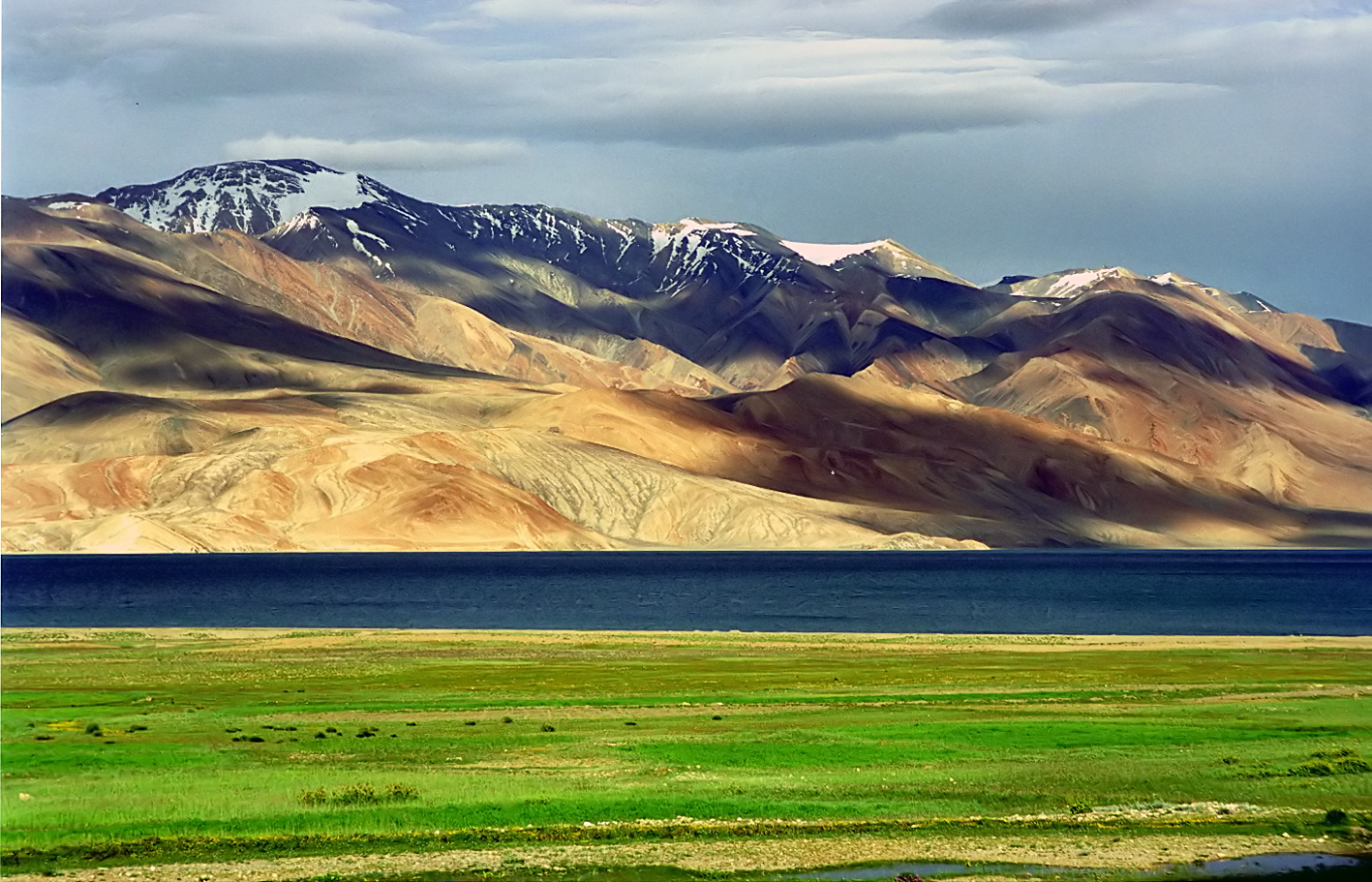
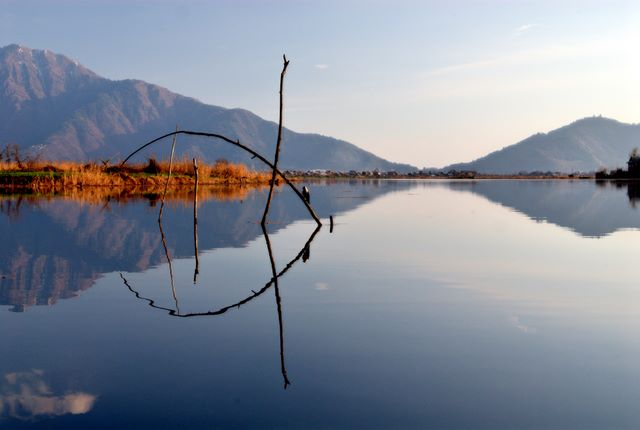
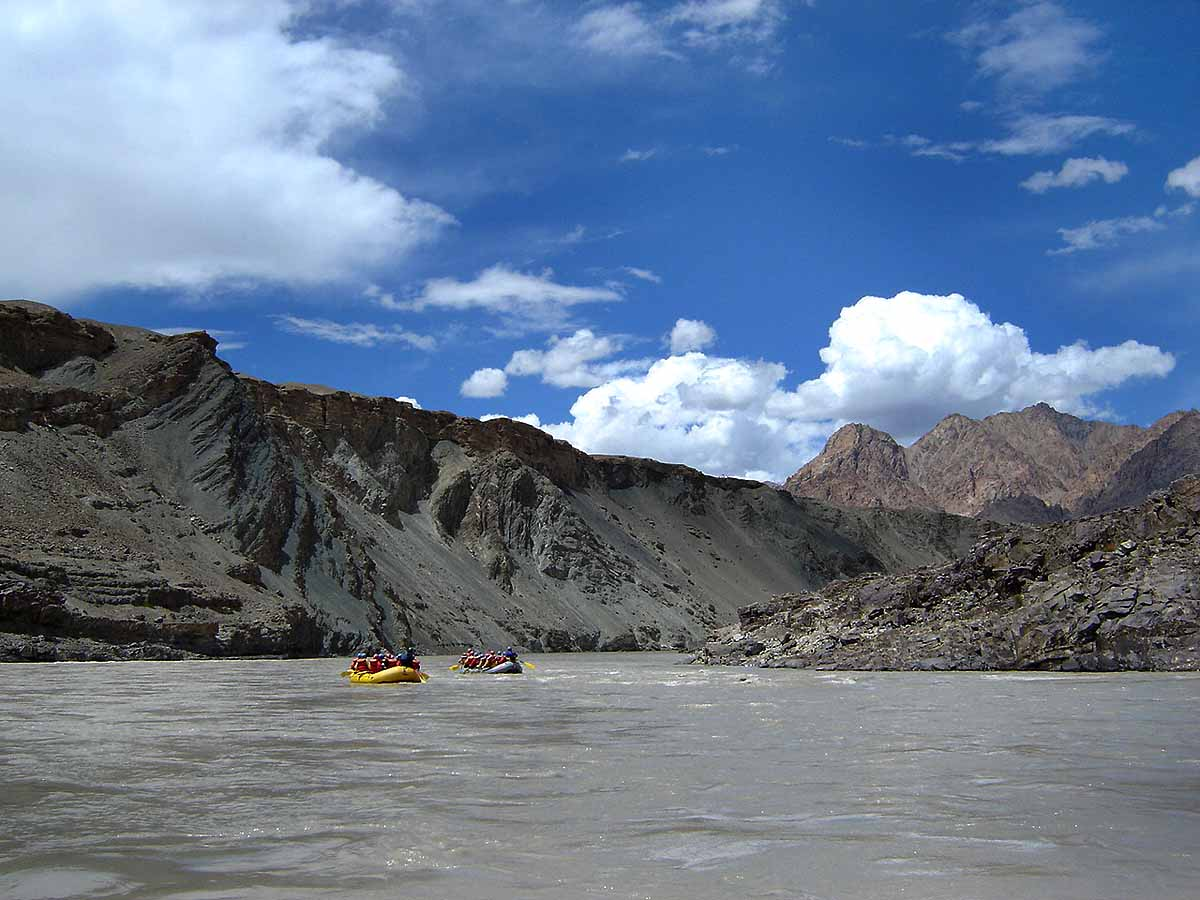
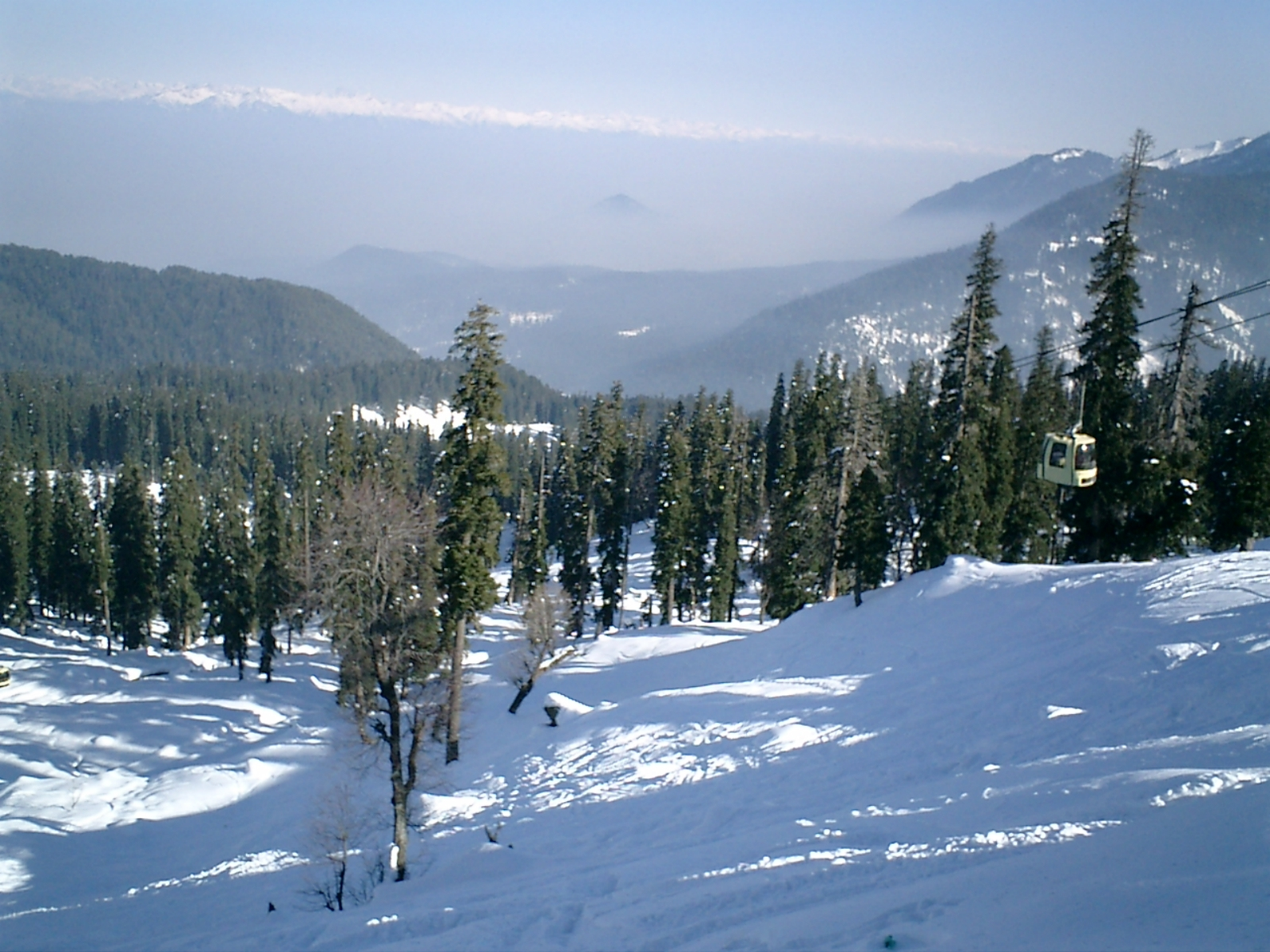
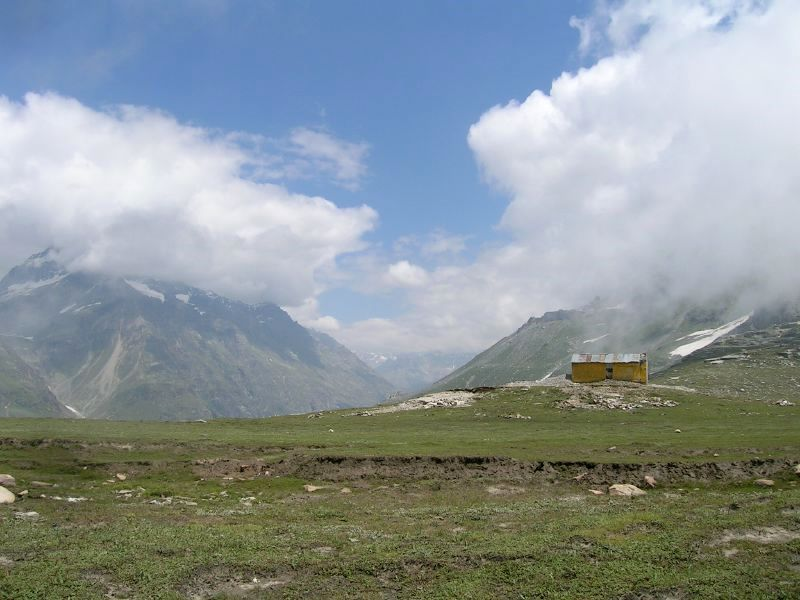
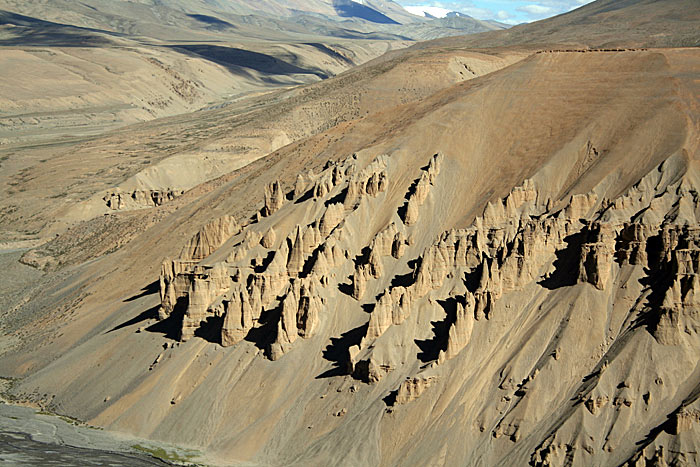

- Datos: Q1180
- Multimedia: Jammu and Kashmir (state) / Q1180